# Anatirostrum
Anatirostrum es un género de peces de la familia de los Gobiidae en el orden de los Perciformes.

## Especies
- Anatirostrum profundorum (Berg, 1927